# Fouquescourt
Fouquescourt – miejscowość i gmina we Francji, w regionie Hauts-de-France, w departamencie Somma.
Według danych na rok 1990 gminę zamieszkiwały 153 osoby, a gęstość zaludnienia wynosiła 28 osób/km² (wśród 2293 gmin Pikardii Fouquescourt plasuje się na 844. miejscu pod względem liczby ludności, natomiast pod względem powierzchni na miejscu 831.).